# Sid Rosenberg

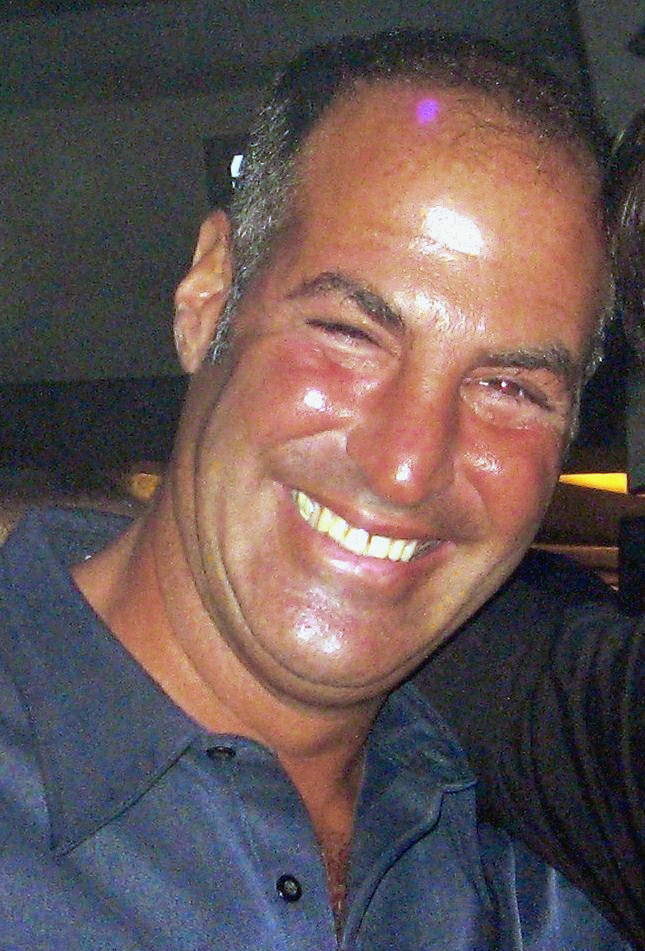
Sid Rosenberg

Sidney Arthur „Sid“ Rosenberg (* 1967 in Brooklyn, New York) ist ein US-amerikanischer Hörfunkmoderator, der für den Sport- und Talksender WAXY in Miami arbeitet. Sid Rosenberg ist der Cousin des Senators von Minnesota Norm Coleman.

## Leben
Seinen Zwischennamen gab sich Sid Rosenberg in Anlehnung an die ehemaligen Baseballspieler Don Mattingly und Dave Kingman, deren zweiter Vorname „Arthur“ ist. In der Sendung Sports Guys war es der „Running Gag“, dass jeder den Zwischennamen „Arthur“ trug.
Von 1984 bis 1985 studierte er an der University of Miami und dem Brooklyn College ohne Abschluss. Fünf Jahre später, also im Jahre 1990, machte er seinen Abschluss am Kingsborough Community College der City University of New York. 1991 heiratete er seine Freundin Danielle. Nach einem Jahr machte er den Bachelor-Abschluss in Business im Baruch College im Stadtteil Flatiron/Gramercy von Manhattan.
Ende der 90er Jahre begann seine Radio-Karriere in West Palm Beach, Florida mit der Internetsendung The Drive. Schließlich zog er 2000 um nach New York City, wo er Co-Moderator der Sendung Sports Guys bei WNEW-FM wurde. Schon bald begann er mit der Vollzeitarbeit als Sportmoderator. Für einige Jahre moderierte er auch die Vorsendungen zu den Heimspielen der New York Giants.
2003 wurde seine Tochter Ava geboren. Anfang 2005 hatte er ein Gerichtsverfahren wegen Diebstahl einer DirecTV, danach wurde er wegen Glücksspiel-, Kokain- und Alkoholabhängigkeit in eine Rehabilitationsklinik eingewiesen. Im Mai 2005 wurde er nach einer negativen Bemerkung über Kylie Minogue aus der Sendung Imus entlassen. Am 11. September 2005 erschien er zu seiner Vorsendung zum Spiel der New York Giants nicht, stattdessen moderierte er bei FHM in Atlantic City. Der Sender WFAN überließ ihm die Option, selbst zu kündigen. Schon einen Tag später verließ er WFAN auf eigenen Wunsch. Die New York Post berichtete, dass der Sender ihn vermutlich gefeuert hätte, wenn er nicht selbst gekündigt hätte.
Seit 2006 arbeitet er als Moderator bei dem Sender WAXY  in Miami.